# Певна річ
«Певна річ» (англ. Sure Thing) — науково-фантастичне оповідання-фіґхут американського письменника Айзека Азімова, опубліковане літом 1977 року в журналі Isaac Asimov's Science Fiction Magazine. Оповідання ввійшло до збірки «Вітри перемін та інші історії» (1983).

## Сюжет
Від нудьгування члени екіпажів космічних кораблів всупереч забороні заводили собі інопланетних тварин-компаньйонів. Джим Слоан завів собі «камінчика» (англ. rockette) Тедді. Який ніколи не рухався, але вмів втягувати в себе цукрову пудру. Боб Лаверті завів собі спірального черва Доллі, здатного до фотосинтезу, який частенько мандрував у найбільш освітлене місце.
Одного разу Джим заклався з Бобом, що його Тедді виграє перегони в Доллі. Він поставив на кін усі свої заощадження.
На фініші для Доллі включили світло, а для Тедді насипали цукрової пудри. Доллі одразу поповзла на світло, але Тедді не реагував. Коли вона вже подолала половину віддалі, Джим подумки пригрозив Тедді розбити його молотком на гальку. І тоді люди вперши дізнались, що камінець вміє читати думки і телепортуватися.
Підраховуючи виграш, Джим заявив, що був упевнений в перемозі, оскільки, всі знають приказку:
| Sloane’s Teddy wins the race [1] |